# Qikiqtaryuaq (Melbourne Island)
Qikiqtaryuaq, bis 2012 als Melbourne Island bekannt, ist eine unbewohnte Insel in der Kitikmeot-Region des kanadischen Territoriums Nunavut.

## Lage
Die Insel liegt am südwestlichen Rand des Queen Maud Gulf, 10 km vom nordamerikanischen Festland entfernt. Westlich der Insel schließen sich die Minto Islands an. Westlich von Qikiqtaryuaq befindet sich der Isthmus der Kent Peninsula. 30 km nördlich von Qikiqtaryuaq liegt Victoria Island.
Qikiqtaryuaq hat eine ovale Gestalt mit einer Längsausdehnung in WNW-OSO-Richtung von 29 km sowie einer maximalen Breite von 16 km. Die Fläche der Insel beträgt 381 km². Die Insel erreicht eine maximale Höhe von 104 m. Qikiqtaryuaq ist von Seen und Sumpfgebieten überzogen.

## Name
Der Name kommt aus der Inuktitut-Sprache. Anfang der 2010er Jahre erhielten mehrere Inseln denselben offiziellen Namen, darunter die 90 km ostnordöstlich gelegene Insel Qikiqtaryuaq, ehemals als „Jenny Lind Island“.